# Julián Malo Juvera
José Julián María Alfonso Francisco Tadeo de la Santísima Trinidad Malo Juvera y Guerrero (Santiago de Querétaro, Querétaro, 16 de noviembre de 1881-Santiago de Querétaro; 13 de junio de 1952) fue un militar y político mexicano que participó en la Revolución Mexicana, así también fue Gobernador de Querétaro de 1924-1925.

## Biografía

### Primeros años y familia
Julián Malo Juvera nació el 16 de noviembre de 1881 fue bautizado al día siguiente 17 del mismo mes en la Parroquia de Santiago Apóstol, de la Ciudad de Querétaro, siendo sus padres José María Malo Guerrero (1842-1897) y Guadalupe Juvera Gelati (1846-?), siendo a su vez nieto del hacendado conservador, general Julián Juvera; que había participado en 1847, con el grado de comandante de brigada, en la célebre batalla de La Angostura. Formaba parte de una familia queretana distinguida y muy respetada, antiporfirista y maderista; era hacendado.

### Gobernador de Querétaro
La Legislatura queretana nombró gobernador interino al general Julián Malo Juvera, quien asumió el poder el 25 de agosto de 1924, después del desafuero del General De La Peña, nombrado por Álvaro Obregón.
Julián Malo Juvera molesto por la designación de Constantino Llaca Nieto renunció a su cargo el 17 de julio de 1925. El presidente del Tribunal Superior de Justicia, Alfonso Ballesteros, asumió las funciones de gobernador mientras la Legislatura nombraría al día siguiente, a Agustín Herrera Pérez para ocupar interinamente la gubernatura.

### Después de gobernador
Hacia 1936 era Jefe Nacional de las Legiones.
Julián Malo Juvera ingresó a la Legión de Honor Mexicana, como legionario póstumo en 1954.